# Jozef Boons
Jozef "Jos" Boons (13 de fevereiro de 1943 — 15 de dezembro de 2000) foi um ciclista belga.
Conquistou o título nacional da Bélgica de estrada em 1967. Boons competiu na prova de estrada individual nos Jogos Olímpicos de Verão de 1964. Ele terminou na trigésima oitava posição.